# Jahn Czerniowce
Jahn Czerniowce (niem. Fußballsektion Jahn Czernowitz) – rumuński klub piłkarski z siedzibą w Czerniowcach, założony jesienią 1903 przez mniejszość niemiecką, rozwiązany w 1940 roku.

## Historia
Chronologia nazw:
- 1903—1908: TSV Czerniowce (niem. Turn- und Sportverein Czernowitz)
- 1908—1910: DFC Czerniowce (niem. Deutscher Fußballklub Czernowitz)
- 1910—1937: TSV Jahn Czerniowce (niem. Turn- und Sportverein Jahn Czernowitz)
- 1937—1940: FS Jahn Czerniowce (niem. Fußballsektion Jahn Czernowitz)

Piłkarska drużyna TSV Czernowitz została założona w Czerniowcach jesienią 1903 roku przez niemieckich studentów. W 1908 roku stowarzyszenie przyjęło nazwę DFC Czerniowce (DFC = niemiecki klub piłkarski).
Wiosną 1909 roku część piłkarzy odeszła z DFC tworząc IFC Czerniowce (międzynarodowy klub piłkarski).
8 września 1910 roku DFC Czerniowce połączył się z klubem niemieckich gimnastyków tworząc 'Czernowitzer Turn- und Sportverein Jahn, który jest obecnie w źródłach rumuńskich nazywany jako Klub Sportowy Jahn Cernăuți.
Początkowo istniały sekcje gimnastyki i piłki nożnej, dopiero po pierwszej wojnie światowej powstała sekcja lekkoatletyczna. Do zbudowania własnego boiska w 1923 roku zachęcało również powstawanie innych sekcji: hala do gry w piłkę ręczną, korty tenisowe i lodowisko (łyżwiarstwo i hokej). Tak w 1930 roku w klubie działały dodatkowo sekcje piłki ręcznej, siatkówki, tenisu stołowego, zespołowej jazdy na nartach. Liczba członków wzrosła z roku na rok. Zespół piłkarski występował w lokalnych rozgrywkach Mistrzostw Bukowiny i dwa razy w Mistrzostwach Rumunii.
W końcu maja 1937 roku sekcja piłkarska oddzieliła się od klubu tworząc samodzielny FS Jahn Czerniowce (FS = futbolowa sekcja).
Latem 1940 roku z przyjściem wojsk radzieckich klub został rozwiązany, tak jak ludność niemiecka została przeniesiona do Rzeszy Niemieckiej.
Po drugiej wojnie światowej w Stuttgart-Büsnau, gdzie powstała po wojnie największa osada Niemców z Bukowiny w Niemczech, został założony klub Sport- und Kulturverein Büsnau, do którego początkowo głównie wchodziły członkowie starego Jahna. Później został przemianowany na TSV Jahn Büsnau.

## Sukcesy
- mistrz Bukowiny: 1908, 1934
- półfinalista Mistrzostw Rumunii: 1924, 1925

## Stadion
Do sierpnia 1922 Jahn nie miał własnego stadionu. Klub rozgrywał swoje gry w latach 1903–1914 na boisku Horeczaer Roscher, a od początku 1919 do początku sierpnia 1922 roku na Polskim Boisku. Od sierpnia 1922 roku grał na terenie Jahnplatz, na którym 20 maja 1923 zainaugurowano nowy stadion Jahnplatz. Stadion miał 1.000 miejsc, w tym 400 siedzących oraz 600 stojących. Z trzech stron boiska został wybudowany drewniany płot. W kolejnych latach stadion został stopniowo rozbudowany. Rekordowa frekwencja została ustalona 31 sierpnia 1924 w meczu reprezentacji miast Czerniowce - Bukareszt 2:1 (0:0), który oglądało 6,000 widzów.

## Znani piłkarze
- Alfred Eisenbeisser

## Inne
- Dowbusz Czerniowce
- Dragoș Vodă Czerniowce
- Hakoah Czerniowce
- Maccabi Czerniowce
- Muncitorul Czerniowce